# أبطال الديجيتال (الجزء السادس)
أنمي اندماج الديجيمون حروب اتحاد الوحوش الرقمية.

## قام بأداء الأصوات
- عماد فغالي - ميكي كودو
- طوني يونس
- مهى غلبوني - نيني أمانو، ميرفامون، إيوان أمانو (مدرجة باسم مهى الغلبوني)
- ليال إبراهيم
- ميلاد رزق
- سامي ظاهر
- عمر داعوق
- أسعد حطّاب
- رودي قليعاني
- بيار شمعون
- تمارا صعب
- ماريبل صوما
- جورج رزق

## طاقم العمل

### النسخة العربية
- ترجمة: ماري أحمد، باسل ملّوح
- تدقيق لغة: سامي ضاهر
- تنفيذ الدبلجة: ماري روز نجم
- متابعة إنتاج: ريتا مخّول
- ميكساج: عامر السمّان
- مونتاج: طنّوس أبو الباس
- اشراف فنّي: مهى غلبوني (مدرجة باسم مهى الغلبوني)
- اشراف عام: ميلاد رزق، سامر أيوب
- تمّ التسجيل في استديوهات: MEDIA ENTERTAINMENT SERVICES GROUP ،Best of Production
- توزيع: MBC Group (غير مدرج)

## روابط خارجية
- ديجيمون حروب اتحاد الوحوش الرقمية على موقع IMDb (الإنجليزية)
- ديجيمون حروب اتحاد الوحوش الرقمية على موقع نتفليكس (الإنجليزية)
- ديجيمون حروب اتحاد الوحوش الرقمية على موقع فيلمافينيتي (الإسبانية)
- ديجيمون حروب اتحاد الوحوش الرقمية على موقع كينوبويسك (الروسية)
- ديجيمون حروب اتحاد الوحوش الرقمية على موقع قاعدة بيانات الفيلم (الإنجليزية)
- ديجيمون حروب اتحاد الوحوش الرقمية على موقع ANN anime (الإنجليزية)